# Pałac Kłowski

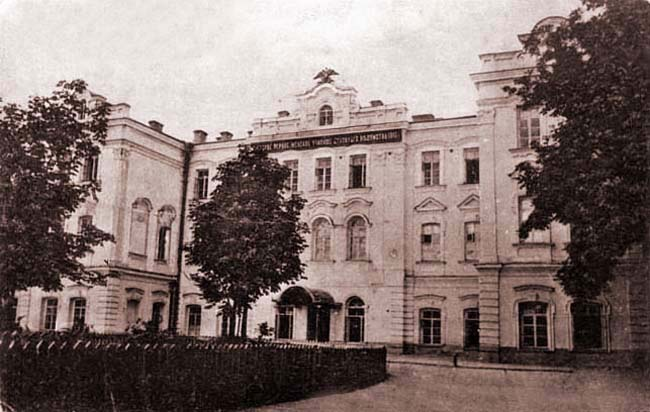
Pałac Kłowski w 1901

Pałac Kłowski (ukr. Кловський палац) – barokowy budynek w dzielnicy Kłow w Kijowie. Siedziba Sądu Najwyższego Ukrainy.
Barokowa rezydencja została wybudowana w latach 1752–1756 z funduszy dostarczonych przez Ławrę Peczerską. Rosyjskie rodziny królewskie miały zatrzymywać się w pałacu w czasie ich wizyty w klasztorze (podobnie jak w drewnianym pałacu, które istniał na początku). Za architektów budynku uważano, Gottfrieda Schädel i Wasilija Nejelowa. Sama budowa była nadzorowana przez Stiepan Kownira. W głównej sali znajduje się zdobiony freskami plafon z 1760 roku. Wokół pałacu został założony ogród.
Pałac nie był odwiedzany przez rodziny królewskie. Katarzyna II, podczas pobytu w Kijowie w 1787 roku, wybrała Pałac Maryński do zamieszkania. Pałac nawiedził pożar w 1858 roku i został odbudowany zaraz po nim z dodatkiem piętra i skrzydła bocznego. Pałac spłonął w następstwie rewolucji rosyjskiej. Proces przywracania został podjęty w latach 70. XX wieku.